# Lessona
Lessona (Alson-a in piemontese) è un comune italiano di 2 620 abitanti della provincia di Biella in Piemonte.
Dal 1º gennaio 2016 il comune di Lessona costituisce di fatto un nuovo comune, frutto della fusione tra il precedente (con lo stesso nome) e l'ex comune di Crosa.

## Geografia fisica
Situato ai piedi delle Prealpi biellesi, confina a est con Masserano, e a sud-ovest con il comune di Cossato. Dista circa 13 km dal capoluogo Biella.
Il territorio di questo comprensorio agricolo, disposto prevalentemente in zona collinare, a est del capoluogo, è conosciuto per i suoi rinomati vigneti di Nebbiolo e Vespolina dai quali si ricava il pregiato vino rosso Lessona doc. La coltivazione dei vigneti, a Lessona ed in tutta la zona biellese, dopo una fase di abbandono, sta oggi vivendo una vera e propria riscoperta.

## Storia
L'origine del nome Lessona  deriva dalla Lingua Piemontese. "Al'sunna" è come viene comunemente chiamata Lessona dagli abitanti dei paesi circostanti, lo stesso termine in piemontese significa anche "Suona", essendo il Campanile di Lessona uno storico punto di riferimento e facilmente visibile e udibile da tutti i paesi circostanti.
Altra teoria dice che il nome deriva dal latino Lesa Sum che significa "sono ferita": infatti sullo stemma sono riportate 5 ferite.

### Simboli
L'amministrazione comunale, a seguito della fusione dei comuni di Crosa e Lessona, ha adottato un nuovo  stemma, concesso con il decreto del presidente della Repubblica dell'8 marzo 2017.
(D.P.R. 8.3.2017)
Lo stemma riunisce i simboli dei precedenti comuni aggiungendo dei nuovi elementi. Il primo quarto riproduce lo stemma del vecchio comune di Lessona, riconosciuto con DPCM del 14 novembre 1955: cinque ferite sanguinanti, disegnate seguendo l'ipotesi secondo cui il nome di Lessona potrebbe derivare dal latino Lesa sum, che significa "sono ferita", con riferimento alle ferite di Cristo. Il vecchio gonfalone era stato concesso con DPR del 16 marzo 1956.
Dallo stemma di Crosa provengono il leone rampante coronato, ma rivoltato e d'argento invece che d'oro, e la rosa. La croce sul campo verde riporta al toponimo Crosa che deriva dal piemontese cros, che significa "croce" ma anche "incrocio di strade".
I grappoli d'uva dell'ultimo quarto fanno riferimento al patrimonio vitivinicolo della zona.
Il gonfalone è un drappo di bianco.

## Società

### Evoluzione demografica
Abitanti censiti

## Cultura

### Eventi
A Lessona si tiene ogni anno nel mese di luglio il Ratataplan, ovvero il festival internazionale della musica, dell'arte e del teatro in cui artisti offrono spettacoli lungo le strade più suggestive del paese.
Nel locale teatro si tengono nella stagione primaverile rappresentazioni di commedie in lingua piemontese.

## Infrastrutture e trasporti
Fra il 1891 e il 1958 la località era servita da una stazione della ferrovia Biella-Cossato-Vallemosso (Lessona) e da una stazione sulla linea Cossato-Masserano, denominata Lessona Centro.

## Amministrazione
Di seguito è presentata una tabella relativa alle amministrazioni che si sono succedute in questo comune.
| Periodo         | Periodo       | Primo cittadino  | Partito                   | Carica      | Note   |
| --------------- | ------------- | ---------------- | ------------------------- | ----------- | ------ |
| 1º gennaio 2016 | 6 giugno 2016 | Claudio Ventrice |                           | Comm. pref. | [ 10 ] |
| 6 giugno 2016   | In Carica     | Chiara Comoglio  | Lista Civica Rinnovamento | Sindaco     |        |

### Altre informazioni amministrative
Il comune ha fatto parte della Comunità Montana Val Sessera, Valle di Mosso e Prealpi Biellesi, ente soppresso con la Legge Regionale 28 settembre 2012, n. 11. In precedenza, sino al 2010, apparteneva alla Comunità Montana Prealpi Biellesi, abolita in seguito all'accorpamento disposto dalla Regione Piemonte nel 2009.

## Sport

### Calcio
La principale squadra di calcio della città è l'A.S.D. Lessona Calcio che milita nel girone D piemontese e valdostano di 2ª Categoria. I colori sociali sono il bianco ed il blu.

### Pallavolo
Per quanto riguarda la pallavolo, la squadra più rilevante sul territorio è il Teamvolley, società nata nel 2007. Vanta diversi diversi riconoscimenti, che la Federazione denomina Marchi di qualità per l’attività sportiva giovanile: 
Marchio di Bronzo 2008-09, Marchio di Bronzo 2010-11, Marchio d’Argento 2012-13, Marchio di Bronzo 2014-15,
Marchio d’Argento 2016-17, Marchio d’Argento 2018-19, Marchio di Bronzo 2022-24. 
La prima squadra milita in serie B2 dopo una splendida promozione arrivata nella stagione 2021/2022 dopo tanti anni di sacrifici.

## Galleria d'immagini
|  |  |